# Leucoloma dichelymoides
Leucoloma dichelymoides är en bladmossart som beskrevs av Georg Friedrich von Jaeger 1880. Leucoloma dichelymoides ingår i släktet Leucoloma och familjen Dicranaceae. Inga underarter finns listade i Catalogue of Life.